# Uridinmonophosphat
Als Uridinmonophosphat (im Folgenden „UMP“) oder Uridylat bezeichnet man das Monophosphat des Uridins. Es gehört zur Gruppe der Nukleotide und ist in allen Lebewesen vorhanden. Uridinmonophosphat ist das wichtigste Zwischenprodukt in der Pyrimidinbiosynthese. Aus UMP werden alle anderen Pyrimidinnukleotide gebildet, und es entsteht wiederum bei deren Abbau.
Ist der Phosphatrest an Desoxyribose gebunden, spricht man von Desoxyuridinmonophosphat bzw. Desoxyuridylat (dUMP), welches Zwischenprodukt bei der Biosynthese des DNA-Nukleotids Desoxythymidintriphosphat (dTTP) ist.

## Biosynthese und Funktion

Herkunft der einzelnen Atome in UMP bei der de-novo-Synthese (rot: PRPP, grün: Aspartat; schwarz: Hydrogencarbonat; blau: Aminogruppe aus Glutamin.)

UMP wird im Stoffwechsel außer durch Dephosphorylierung von UDP und UTP durch mehrere Synthesewege erhalten. Der Hauptweg, die de-novo-Synthese, beginnt mit Glutamin und Carbamoylphosphat und verläuft über Orotat zum Orotidin-5′-monophosphat (OMP), das mithilfe des Enzyms Orotidin-5′-phosphat-Decarboxylase zu UMP umgesetzt wird.
Eine andere Möglichkeit ist die Phosphorylierung von Uridin mithilfe der Uridinkinase. Außerdem ist es auch direkt aus Uracil erhältlich, bei dessen Reaktion mit Phosphoribosylpyrophosphat (PRPP), die durch die Uracil-Phosphoribosyltransferase katalysiert wird.
Zuletzt entsteht UMP noch als Nebenprodukt im Stoffwechsel mancher Bakterien, bei der Biosynthese der Peptidoglycane (EC 2.7.8.6, EC 2.7.8.13 etc.) und beim Abbau von UDP-Glucose (EC 3.6.1.45).